# قطرمينة
قطرمينة (الاسم العلمي: Nepetinae) هي عمارة نباتية تتبع فصيلة الشفوية من رتبة الشفويات.

## أجناس
- قطرم وهو الجنس النموذجي لهذه العمارة.